# Real Racing
A Real Racing egy 2009-es videójáték, amit a Firemint fejlesztett ki. 2009. június 8-án jelent meg az iPhone és az iPod touch készülékekre, majd később egy HD verziót is kiadtak iPad-re. Két folytatása van; a Real Racing 2 (2010) és a Real Racing 3 (2013).

## Játékmenet
A játékosnak öt különböző vezérlési lehetősége van: az A mód (automatikus gyorsítás és kézi fékezés), a B mód (kézi gyorsítás és kézi fékezés), a C mód (érintéssel irányítás, automatikus gyorsítás és kézi fékezés), a D mód (virtuális kormánykerrékel való irányítás, automatikus gyorsulás és kézi fékezés), és az E mód (virtuális kormánykerékkel való irányítás, kézi gyorsítás és kézi fékezés. Mindegyik módnál a játékos módosíthatja a fékasszisztensek mennyiségét.
Karrier (Career) módban a játékos számára csak egy verseny érhető el, a "Hatch-selejtező", amiben egy kört kell teljesítenie egy perc tizenöt másodperc alatt, hogy a következő verseny feloldjon. A játék négy részre van osztva, az autók típusától függően; Hatch, Sedan, Muscleés Exotic. Három nehézségi szint van,  a C osztály, ami a legegyszerűbb, a B osztály és az A osztály, ami pedig a legnehezebb.
A játéknak ezen kívül van négy másik módja is, a Quick Race, az Open Time Trials, a Local Multiplayer (helyi többjátékos) és az online bajnokságok.

## Autók és pályák
A játékban negyvennyolc különböző autó közül lehet választani, habár két Volkswagen GTI kivételével egyik sincs hivatalosan engedélyezve. A játék tizenkét különböző kitalált pályán folyik.

## Real Racing GTI
2009 októberében a Firemint kiadta a Real Racing GTI-t. A játék korlátozott számú ingyenes verzióját a GTI a Volkswagen-nel együttműködve fejlesztette ki, az újonnan bemutatott 2010-es GTI modelljéhez. A játék sikeres volt, több mint négymillióan töltötték le.

## Fordítás
Ez a szócikk részben vagy egészben  a   Real Racing című angol Wikipédia-szócikk fordításán alapul.  Az eredeti cikk szerkesztőit annak laptörténete sorolja fel. Ez a jelzés csupán a megfogalmazás eredetét és a szerzői jogokat jelzi, nem szolgál a cikkben szereplő információk forrásmegjelöléseként.